# Parlamentní volby na Islandu 2017
Parlamentní volby na Islandu 2017 se konaly v sobotu 28. října. Poměrným systémem s 5 % uzavírací klauzulí bylo voleno všech 63 poslanců Althingu. Jednalo se o předčasné volby, vyhlášené 15. září 2016 po pádu koaliční vlády Strany nezávislosti (Sjálfstæðisflokkurinn), Reformní strany (Viðreisn) a strany Zářná budoucnost (Björt framtíð). Vítězem se stala Strana nezávislosti, která se ziskem 25,2 % získala 16 mandátů a vytvořila koaliční vládu s hnutím Levice-Zelení (Vinstri Græn) a Progresivní stranou (Framsóknarflokkurinn). 

## Předvolební situace
Příčinou předčasných voleb byl případ Hjaltiho Sigurjóna Haukssona, jenž byl v roce 2004 odsouzen za několik znásilnění své nezletilé nevlastní dcery na dobu 12 let. V islandském právním systému je zakotven mechanismus, podle kterého může odsouzený jednotlivec dostat tzv. „obnovené čestné uznání“, tedy obnovení určitých občanských práv po pěti letech výkonu trestu, pokud budou předloženy tři doporučení od bezproblémových osob, které odsouzeného individuálně znají. Jedno z doporučení pro Haukssona podepsal v roce 2017 i premiér a volební lídr Strany nezávislosti Bjarni Benediktsson, jehož otec byl Haukssonovým blízkým přítelem. O uznání pro Haukssona informoval v září 2017 ministr spravedlnosti Sigríður Á. Andersen.
Hauksson byl následně předvolán parlamentním výborem, a poté, co uvedl, že jeho doporučení podepsal premiér Benediktsson, strana Zářná budoucnost odešla z vládní koalice a obvinila Stranu nezávislosti z vážného porušení důvěry. Premiér Benediktsson se za podepsání doporučení veřejně omluvil a uznal potřebu předčasných voleb, které si parlament nakonec odhlasoval i navzdory přání prezidenta Guðniho Thorlaciuse Jóhannessona a snaze Pirátské strany (Píratar) vytvořit novou vládní koalici. Datum nových voleb bylo stanoveno na 28. října. Navzdory předvolebním průzkumům, které naznačovaly výhru hnutí Levice-Zelení, nakonec vyhrála Strana nezávislosti a udržela si pozici nejsilnější parlamentní strany. 

## Výsledky voleb

Levice-Zelení
Pirátská strana
Sociálně demokratická aliance
Lidová strana
Progresivní strana
Středová strana
Reformní strana
Strana nezávislosti

Volební účast byla 81,2%. Z 248 502 registrovaných voličů volilo 201 777. 
| Strana                                        | Strana                                               | Strana                                                     | Voličů  | Voličů (%) | Mandátů | Změna (+/-) |
| Logo                                          | Název (česky)                                        | Název (islandsky)                                          | Voličů  | Voličů (%) | Mandátů | Změna (+/-) |
| --------------------------------------------- | ---------------------------------------------------- | ---------------------------------------------------------- | ------- | ---------- | ------- | ----------- |
| Independence Party (Iceland), 2017 logo       | Strana nezávislosti                                  | Sjálfstæðisflokkurinn                                      | 49 543  | 25,2       | 16      | -5          |
|                                               | Levice-Zelení                                        | Vinstrihreyfingin – grænt framboð                          | 33 155  | 16,9       | 11      | +1          |
| Alliance Logotype (parti politique islandais) | Sociálně demokratická aliance                        | Samfylkingin                                               | 23 652  | 12,1       | 7       | +4          |
|                                               | Středová strana                                      | Miðflokkurinn                                              | 21 335  | 10,9       | 7       | -           |
| Framsoknarflokkurinn Logo                     | Progresivní strana                                   | Framsóknarflokkurinn                                       | 21 016  | 10,7       | 8       | 0           |
| Píratar                                       | Pirátská strana                                      | Píratar                                                    | 18 051  | 9,2        | 6       | -4          |
| Flokkur fólksins                              | Lidová strana                                        | Flokkur Fólksins                                           | 13 502  | 6,9        | 4       | +4          |
|                                               | Reformní strana                                      | Viðreisn                                                   | 13 122  | 6,7        | 4       | -3          |
|                                               |                                                      |                                                            |         |            |         |             |
| Bright Future logo (BF version)               | Zářná budoucnost                                     | Björt framtíð                                              | 2 394   | 1,2        | 0       | -4          |
| Merki Alþýðufylkingarinnar                    | Lidová fronta                                        | Alþýðufylkingin                                            | 375     | 0,2        | 0       | 0           |
|                                               | Dolů - organizace práva, spravedolnosti a demokracie | Dögun - stjórnmálasamtök um réttlæti, sanngirni og lýðræði | 101     | 0,1        | 0       | 0           |
| Celkem                                        | Celkem                                               | Celkem                                                     | 201 177 | 100        | 63      | 0           |